# سیارک ۱۳۹۱۶
سیارک ۱۳۹۱۶ (به انگلیسی: 13916 Bernolak، نامگذاری:1982QA2) سیزده هزار و نهصد و شانزدهمین سیارک کشف شده‌است که در ۲۳ اوت ۱۹۸۲ کشف شد.
قدر مطلق سیارک برابر ۲۱.۴ است.